# رودولف منتزل
رودولف مينتزيل (بالألمانية: Rudolf Mentzel)‏ دكتور في الفلسفة (28 أبريل 1900 - 5 ديسمبر 1987) كان كيميائي ألماني وصانع سياسة العلوم الاشتراكية الوطنية. بصفته شخصية مؤثرة وواحدة من كبار مديري العلوم في مشروع الطاقة النووية في ألمانيا، عمل منتزل كمستشار علمي وتقني في تطوير القنابل الذرية للحكومة الألمانية، ومدير هذا البرنامج في جزء منه. كان في الأصل اشتراكيًا وطنيًا عن طريق التوجه السياسي، وكان أحد كبار واضعي السياسات العلمية لأدولف هتلر ومجلس وزرائه في منصب وكيل وزارة الرايخ للتعليم (REM) في مكتب العلوم. في جمعية القيصر فيلهلم، كان في المجلس الاستشاري، وخلال الحرب العالمية الثانية، النائب الثاني لرئيس القيصر فيلهلم، أشرف على الأبحاث السرية الحاسمة لتطوير القنابل الذرية. خلال هذه الفترة، نما مجال مسؤوليته أيضًا مؤقتًا وتم تعيينه قريبًا رئيسًا للجمعية الألمانية لدعم البحث العلمي والنهوض بها، بصفته مدير البرنامج النووي.
بعد الحرب العالمية الثانية، تم اعتقاله لمدة ثلاث سنوات من قبل الحكومة العسكرية الأمريكية في ألمانيا ما بعد عام 1945، ولكن سرعان ما تم إطلاق سراحه بعد أن أثبتت الأدلة عدم وجود صلة بالحزب النازي.

## التعليم

### بعد الحرب
بعد الحرب العالمية الثانية، اعتقلت قوات الاحتلال الأمريكية منتزل لمدة ثلاث سنوات. تم إطلاق سراحه، جزئيًا، بواسطة شهادة خطية مقدمة من والتر كيرلاخ، بناءً على طلب منتزل في رسالة بتاريخ 6 ديسمبر 1948. تم قبول شهادات الإبراء هذه فقط من أولئك الذين مروا بعملية اجتثاث النازية في ألمانيا ولم يكن لهم أي ارتباط بالحزب النازي. كانت منتزل، بصفتها صانعة سياسات علمية، قد وقفت إلى جانب البراغماتيين في تعزيز الكفاءة العلمية، بدلاً من أيديولوجيين الحزب المحفزين سياسياً.  

## الأدب المختار من منتزل
- Rudolf Mentzel Zwanzig Jahre deutsche Forschung ، في: Aus der Arbeit des Stifterverbandes der Deutschen Forschungsgemeinschaft. زور 20. Wiederkehr des Geburtstages des Stiftverbandes 14 ديسمبر 1940، الصفحات 1-15. [5]